# عبد المحسن البحر
عبدالمحسن بن عبدالله البحر (1896–1958) أديب وشاعر كويتي من حي القبلة في مدينة الكويت. ينحدر من أسرة دينية معروفة؛ فجده الشيخ عبدالله بن علي بن بحر يُنسب إليه بناء أول مسجد في الكويت سنة 1158هـ (المعروف بـمسجد ابن بحر)، وكان والده عبدالله إمام المسجد.

## النشأة والتعليم
وُلِد في الكويت بحي القبلة عام 1896. تلقّى تعليمه المبكر في المدرسة المباركية ثم المدرسة الأحمدية، كما واصل التحصيل في مدرسة تحضيرية خاصة تولّى إدارتها لاحقًا. وتتلمذ على الشيخ يوسف بن عيسى، ثم سافر إلى بغداد لاستكمال طلب العلم.

## العمل التربوي
عمل عبد المحسن في ميدان التعليم مدرسًا لمادتي التربية الإسلامية واللغة العربية في مدرسة تحضيرية خاصة كان يديرها بنفسه، وأسهم في إعداد مواد للمطالعة العامة وتفسير الأحاديث لطلبته.

## النتاج الأدبي والمراسلات
عُرف عبد المحسن باهتمامه بالأدب والشعر والفقه، وله قصائد ومراسلات مع أدباء وعلماء من بغداد ودمشق والبحرين في شؤون العرب والمسلمين، وقد نُشِرت بعض مواده الشعرية والنثرية لاحقًا. كما حفظت المنتديات التاريخية الكويتية طرفًا من سيرته وصوره ومخطوطاته.

## التكريم
أطلق اسمه على مدرسة حكومية في مدينة الكويت هي مدرسة عبدالمحسن البحر الابتدائية بنين، وترد أنشطتها في الصحافة المحلية ضمن فعاليات تعليمية وتربوية.

## الوفاة
توفي عبدالمحسن البحر في الكويت سنة 1958، ودُفن فيها.